# Casa del Gobernador (Montevideo)
La Casa del Gobernador, también conocido como Casa de Gobierno, Fuerte de Gobierno o simplemente El Fuerte, fue un edificio histórico situado en la Ciudad Vieja de Montevideo, Uruguay, en el lugar donde hoy se encuentra la Plaza Zabala. Su construcción comenzó en 1768 y hasta su demolición en 1880 sirvió como sede del poder político en la región, primero como la casa del Gobernador de Montevideo durante el Virreinato del Río de la Plata y más tarde también como sede del Poder Ejecutivo del novel Estado Oriental del Uruguay.
En dicho edificio tuvieron su oficina los presidentes Rivera, Oribe, Suárez, Giró, Berro y Flores. En una de sus salas, en 1853, murió el general Juan Antonio Lavalleja.

## Historia
El edificio fue construido en el mismo lugar donde se levantaba anteriormente un fuerte militar, el Fuerte de Montevideo, inicialmente de barro y ramas fue proyectado por el ingeniero Petrarca, se trataba de la segunda construcción militar levantada entre 1724 y 1725 con el objetivo de defender a la ciudad colonial.

El Fuerte, por razones de defensa militar, tuvo una implantación diferente del damero colonial utilizado para diagramar la ciudad, y fue orientado en el eje Norte-Sur, a diferencia del resto del trazado. 

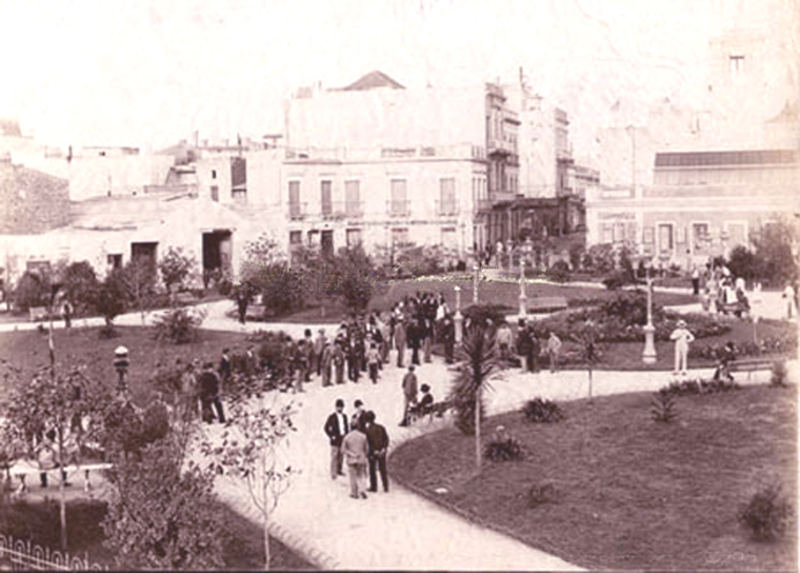
Plaza Zabala en 1890, en la antigua ubicación de El Fuerte.

A finales del siglo XVIII en 1880, el Fuerte perdió su razón defensiva y tras su demolición en su lugar fue construida la Casa del Gobernador de Montevideo, ésta tuvo diversos usos a lo largo de su historia, se utilizó como sede y residencia de los gobernadores y de diversas reparticiones públicas,
El año 1808 sufrió remodelaciones en las cuales se demolió la mitad oeste de la fachada para la construcción de una ampliación de dos pisos. En el cuerpo bajo de esa parte, se colocó en 1810 la imprenta regalada por la princesa Carlota de Borbón; y más tarde, el año 1816, en el gobierno de Artigas, se estableció la Biblioteca Nacional.
El año 1818, cuando se creó el Tribunal de Apelaciones, bajo dominio portugués, se destinó el piso superior para el Tribunal y sus oficinas, y se desalojó la planta baja que ocupaba la biblioteca y la imprenta, para darle otro destino. La imprenta se trasladó al Cabildo y la biblioteca a un rincón en calidad de depósito.
Se destinó el año 1822 la parte este del edificio para el establecimiento de la Escuela Lancasteriana, gratuita, fundada por la Sociedad de aquel nombre.
Entre los años 1830 y 1880 fue la sede del Poder Ejecutivo. Fue demolida por decreto durante régimen de Lorenzo Latorre, transformando el solar en una plaza pública.

## Características
El fuerte era originalmente un edificio bajo casi todo de piedra con techo de teja. La portada principal estaba orientada hacia el norte, casi frente al antiguo teatro San Felipe. Entrando, hacia la izquierda estaban la tesorería, la Contaduría, el Cuerpo de Guardia y oficinas auxiliares, hacia la derecha la "oficina de servicio indispensable", en el costado sur el gran Salón de Gobierno y hacia el oeste y en el centro la Capilla del Gobernador.